# Craspedia glabrata
Craspedia glabrata là một loài thực vật có hoa trong họ Cúc. Loài này được (Hook.f.) Rozefelds mô tả khoa học đầu tiên năm 2002.